# The Labyrinth (película de 2017)
The Labyrinth es una película estadounidense de fantasía, terror y ciencia ficción de 2017, dirigida por varios cineastas, entre ellos están John Berardo, Jessica Kaye y Katrelle N. Kindred, escrita por K.D. Dávila, Rosanne Flynn y Robert Funke, musicalizada por Gareth Coker, en la fotografía estuvieron Matt Edwards, Adam Goral y Ramin Shakibaei, los protagonistas son James Franco, Josh Peck y Jim Parrack, entre otros. El filme fue realizado por Elysium Bandini Studios y RabbitBandini Productions.

## Sinopsis
En este largometraje se explora lo ignorado y lo inconcebible, con ocho historias relacionadas entre sí, acerca de la vida, la muerte, el arrepentimiento y la purificación.